# ホブド県
ホブド県（ホブドけん、モンゴル語: Ховд, ᠬᠣᠪᠲᠤ）は、モンゴル国の県（アイマク）の一つ。県庁所在地は県名と同じホブド。

## 概要
モンゴル国の西部で、南部と南西部を中華人民共和国・新疆ウイグル自治区と国境を接する。県は76.100平方kmをカバーし、9万人の住民があり、ホトン、カザフ、ウリアンハイ、ザフチン、ミャンガド、オオルド、トルグートなどの少数民族が混在している。

## 著名出身者
- 荒鷲毅（元大相撲力士）
- 翔天狼大士（元大相撲力士）